# Åtjärnen (Dals socken, Ångermanland)
Åtjärnen är en sjö i Kramfors kommun i Ångermanland och ingår i Ångermanälven-Gådeåns kustområde.